# Wiesław Sadowski
Wiesław Sadowski (ur. 21 grudnia 1921 lub 2 stycznia 1922 w Warszawie, zm. 7 sierpnia 2010 w Warszawie) – ekonomista, statystyk, polityk, rektor SGPiS, poseł na Sejm PRL V, VI i VII kadencji.

## Życiorys
Syn Henryka i Janiny. Uczył się w I Państwowym Gimnazjum i Liceum im. Stefana Batorego w Warszawie. Absolwent Szkoły Głównej Handlowej w Warszawie i matematyki na Uniwersytecie Warszawskim. Od 1955 do 1958 był stypendystą fundacji Cowlesa na Uniwersytecie Yale. W latach 1955–1959 oraz 1963–1965 prorektor Szkoły Głównej Planowania i Statystyki w Warszawie ds. naukowych. W 1960 został profesorem nadzwyczajnym, w 1969 otrzymał tytuł profesora zwyczajnego nauk ekonomicznych, a w latach 1965–1978 był rektorem tej uczelni. Od 1969 członek korespondent Polskiej Akademii Nauk. W latach 1972–1992 pełnił funkcję przewodniczącego Komitetu Statystyki i Ekonometrii PAN. Od 1969 do 1980 był bezpartyjnym posłem na Sejm PRL V, VI i VII kadencji. W latach 1980–1989 był prezesem Głównego Urzędu Statystycznego.
Profesor Sadowski był członkiem Polskiego Towarzystwa Statystycznego, Polskiego Towarzystwa Matematycznego oraz Międzynarodowego Instytutu Statystycznego. 
W latach 80. zasiadał w składzie Stołecznej Rady Narodowej, pełnił obowiązki jej wiceprzewodniczącego (1980–1981). Był także przewodniczącym Stołecznego Komitetu Frontu Jedności Narodu.
W 1997 otrzymał tytuł doktora honoris causa Uniwersytetu Łódzkiego.
Zmarł w Warszawie, spoczywa na cmentarzu Powązkowskim (kwatera 240-2-9).

## Ordery i odznaczenia
- Order Sztandaru Pracy I klasy
- Krzyż Komandorski Orderu Odrodzenia Polski
- Krzyż Oficerski Orderu Odrodzenia Polski
- Złoty Krzyż Zasługi
- Medal 30-lecia Polski Ludowej
- Medal 10-lecia Polski Ludowej (19 stycznia 1955)[8]
- Srebrny Medal „Za zasługi dla obronności kraju”
- Brązowy Medal „Za zasługi dla obronności kraju”
- Odznaka tytułu honorowego „Zasłużony Nauczyciel Polskiej Rzeczypospolitej Ludowej”
- Złota Odznaka honorowa „Za Zasługi dla Warszawy” (1975)[9]
- Krzyż Komandorski Orderu Lwa Finlandii (Finlandia)